# Desafinado (album)
| Recensione                           | Giudizio |
| ------------------------------------ | -------- |
| Down Beat                            | [ 1 ]    |
| Allmusic                             | [ 2 ]    |
| The Penguin Guide to Jazz Recordings | [ 3 ]    |

Desafinado è un album discografico del musicista jazz Coleman Hawkins, pubblicato nel 1962 dalla Impulse! Records.

## Tracce
1. Desafinado (Antonio Carlos Jobim, Newton Mendonça) - 5:48
2. I'm Looking Over a Four Leaf Clover (Jazz Samba) (Mort Dixon, Harry M. Woods) - 2:52
3. Samba Para Bean (Manny Albam) - 5:28
4. I Remember You (Johnny Mercer, Victor Schertzinger) - 3:58
5. One Note Samba (Jobim, Mendonça) - 5:59
6. O Pato (The Duck) (Jayme Silva, Neuza Teixeira) - 4:10
7. Un Abraco No Bonfa (An Embrace to Bonfa) (João Gilberto) - 4:51
8. Stumpy Bossa Nova (Coleman Hawkins) - 2:30

## Formazione
- Coleman Hawkins - sax tenore
- Howard Collins, Barry Galbraith - chitarra
- Major Holley - contrabbasso
- Eddie Locke - batteria, percussioni
- Tommy Flanagan - clave
- Willie Rodriguez - percussioni
- Manny Albam - arrangiamento